# Hillcrest

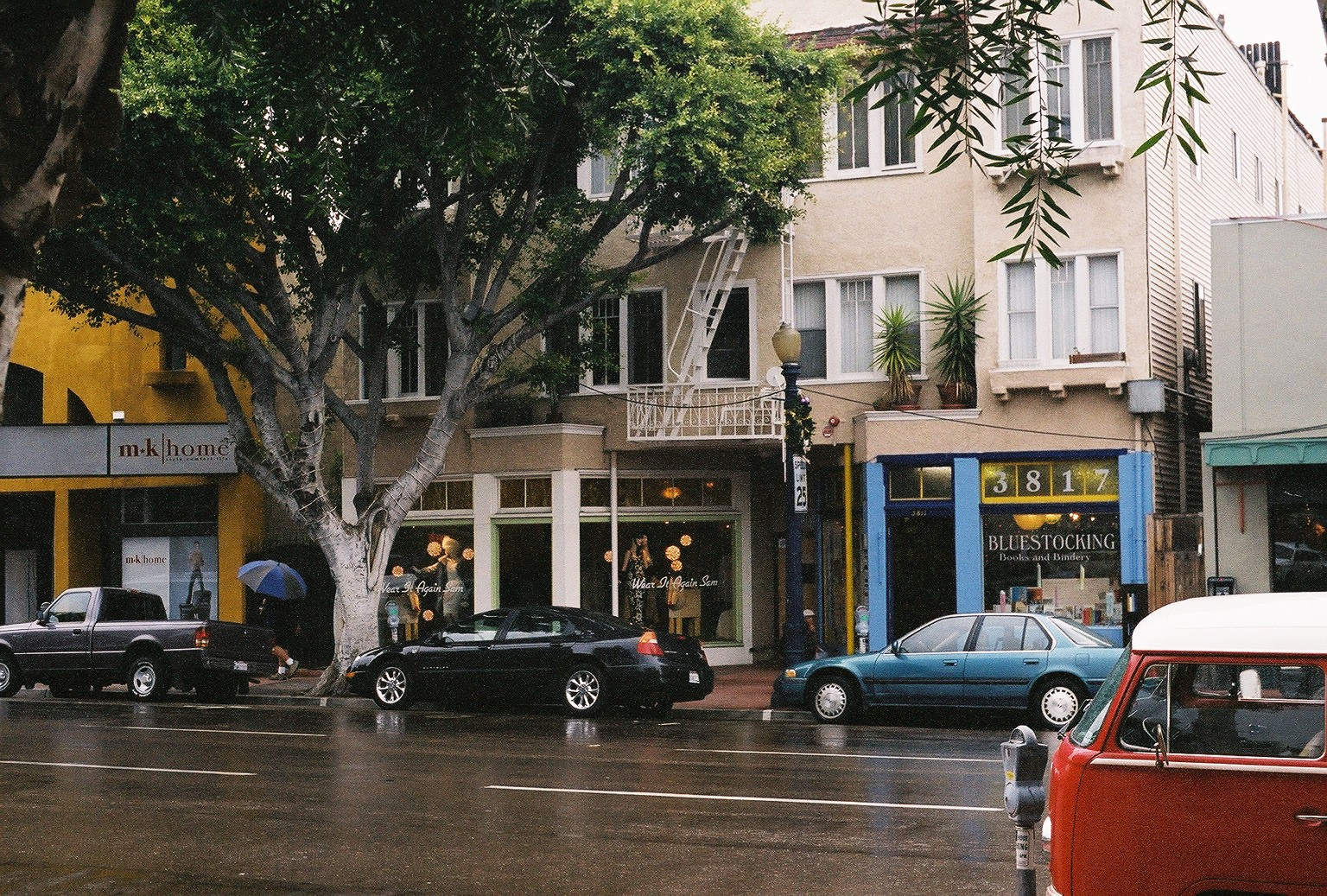
El letrero de Hillcrest en la 5.ª Avenida y la Avenida University.

Hillcrest es un barrio de San Diego localizado al noroeste de Parque Balboa.
Hillcrest es conocido por su tolerancia, diversidad de negocios, incluyendo a restaurantes, cafés, bares, clubes, tiendas de moda, y otras tiendas independientes. Debido a la forma cuadricular de Hillcrest, las caminatas peatonales son muy populares en esta zona.
Hillcrest es conocido por ser el barrio gay, ya que es un área residencial y comercial de la comunidad lesbiana y gay de San Diego. Muchos de los bares gay en San Diego están localizados en Hillcrest y los barrios de los alrededores. El centro comunitario LGBT ("The Center") está también localizado en este barrio.
The Hillcrest Association, una organizaciones de mejorías de negocios, planificadores, una organización que se encarga de representar a los residentes interesados en asuntos de planeamiento, hace de Hillcrest una zona atractiva para compradores y residentes.

## Geografía
Hillcrest es un barrio muy antiguo que ha pasado por el proceso denominado "gentrificación", a pesar de lo cual la mayoría de los edificios residenciales y comerciales presentan particularidades tradicionales. El barrio está delimitado por Mission Hills hacia el noroeste, Bankers Hill y el Parque Balboa hacia el sur, y University Heights y North Park hacia el este. Una gran cordillera empinada con vistas a la Bahía de San Diego bordea el barrio hacia el oeste. Hillcrest forma parte de la comunidad de Uptown, la cual está conformada por los barrios de Mission Hills, Hillcrest, Bankers Hill, Park West y University Heights al oeste del Boulevard del Parque (Park Boulevard).
Muchas de las calles están bordeadas de árboles y abundantes plantas. Hay varios cañones frondosos y senderos para caminatas en toda la zona, como Vermont Canyon (en el extremo sur de Vermont Street) y Richmond Canyon, al que se accede a través de una escalera una cuadra al sur de Pennsylvania Street. Algunos de estos senderos tienen vínculos históricos con las asociaciones escultistas; hay un puente exclusivo para peatones que cruza la autopista CA-163, de este a oeste, desde Richmond Street hasta el vecindario de Bankers Hill.
Hay muchos estilos de edificios, incluidas casas estilo Craftsman y edificios de condominios modernos de mediados de siglo. Cerca del Parque Balboa se encuentran varias áreas recreacionales y culturales para los residentes, al igual que los barrios cercanos del Centro de San Diego.
En cuanto a las infraestructuras sanitarias, en Hillcrest y Mission Hills se encuentran el Scripps Mercy Hospital y el UCSD Medical Center.

## Eventos en Hillcrest
El San Diego Gay Pride es una celebración anual para la comunidad lesbiana, gay, bisexual y transgénero (LGBT). Los festivales se celebran la última semana de julio; y también se celebra un desfile de orgullo gay que dura dos días en el Parque Balboa. La ruta del desfile se inicia en la Avenida University hasta la Sexta Avenida, terminando en la entrada oeste del Parque Balboa. El San Diego Gay Pride es considerado como el evento cívico más grande en San Diego.
Hillcrest "CityFest" es un festival callejero anual con mucha comida, entretenimiento en vivo, cervezas y vendedores ambulantes. El evento se celebra en agosto.
Los otros eventos que se celebran en Hillcrest son el mercadillo semanal de productos de granja, la Feria del Libro y el Mardi Gras.